# علیرضا افتخاری (روزنامه‌نگار)
علیرضا افتخاری، خبرنگار روزنامه ابرار اقتصادی بود که بگزارش سازمان گزارشگران بدون مرز در جریان تظاهرات اعتراضی مردم ایران پس از انتخابات ریاست جمهوری دهم با ضربه باتوم نیروهای امنیتی به سرش در تظاهرات مسالمت‌آمیز حامیان موسوی در روز ۲۵ خرداد دچار ضربه مغزی شد و درگذشت.